# Russell Spence
Russell Spence (ur. 3 stycznia 1960 roku w Bradford) – brytyjski kierowca wyścigowy.

## Kariera
Spence rozpoczął karierę w międzynarodowych wyścigach samochodowych w 1981 roku od startów w Brytyjskiej Formule 3, gdzie jednak nie zdobywał punktów. W późniejszych latach pojawiał się także w stawce Brytyjskiej Formuły Ford 2000, Europejskiej Formuły Ford 2000, Europejskiej Formuły 3, Grand Prix Makau, Formuły 3000, Toyota Atlantic Championship, Firestone Indy Lights Championship, IMSA World Sports Car Championship oraz British Touring Car Championship.
W Formule 3000 Brytyjczyk startował w latach startował w latach 1986-1988. W pierwszym sezonie startów w ciągu dziewięciu wyścigów, w których wystartował, uzbierał łącznie 0,5 punktu. Dało mu to 24 miejsce w klasyfikacji generalnej. Rok później Spence stawał już dwukrotnie na podium. Dorobek dziesięciu punktów pozwolił mu zająć dziesiąte miejsce w końcowej klasyfikacji kierowców. W sezonie 1988 nie zdobywał już punktów. Został sklasyfikowany na 25 pozycji w klasyfikacji.